# 2001 год в театре
2001 год в театре

## События
- Ленинградский Малый театр оперы и балета имени М. П. Мусоргского вернул себе историческое название, которое носил со дня основания в 1833 году и вплоть до 1920 года — Михайловский театр.
- Танцовщик Дэвид Макалистер[англ.] занял пост руководителя труппы «Австралийский балет».

### Постановки
- Премьера балета «Зажги красный фонарь», либретто и постановка Чжан Имоу по мотивам одноимённого фильма, композитор Чэнь Циган, хореография Ван Синьпэн и Ван Юаньюан, Китайский национальный балет, Пекин.

### Фестивали и конкурсы
- II Республиканский фестиваль творческой театральной молодёжи «Надзея» (Гродно, Белоруссия).

## Деятели театра

### Родились
- 21 июня — Элеонор Уортингтон-Кокс, британская театральная актриса, самый молодой обладатель Премии Лоренса Оливье за всю историю премии.[1]

### Скончались
- 10 января — Неджати Джумалы, турецкий писатель, поэт, драматург и переводчик.
- 8 марта — дама Нинет де Валуа, артистка балета, балетмейстер и педагог, основательница английского Королевского балета.
- 1 мая — Георгий Менглет, актёр театра и кино, народный артист РСФСР.
- 13 июня — Эльза Леждей, актриса театра и кино, заслуженная артистка РСФСР.
- 15 июня — Михаил Глузский, актёр театра и кино, народный артист СССР.
- 22 июля — Михаил Волков, актёр театра и кино, заслуженный артист РСФСР.
- 30 июля — Геннадий Воропаев, актёр театра и кино, заслуженный артист России (1991).
- 19 сентября — Татьяна Бруни, театральный художник, график и педагог; заслуженный деятель искусств РСФСР (1960), лауреат Сталинской премии (1950).
- 10 октября — Кристофер Рив, американский актёр, режиссёр, сценарист и общественный деятель.
- 17 декабря — Александр Володин, драматург.